# André Robin (vetraio)
André Robin (inizio XV secolo – fine XV secolo) è stato un vetraio francese attivo in Angiò nel Medioevo.
In qualità di mastro vetraio fu incaricato dei lavori alle vetrate della cattedrale di Angers a partire dal 1434: a lui si deve la realizzazione dei due grandi rosoni nei transetti. Il compito gli fu conferito dal vescovo di Angers in seguito all'incendio scoppiato accidentalmente nella cattedrale il 7 luglio 1451. I lavori di manutenzione durarono due anni.
Il rosone nord raffigura il Giudizio Universale e contiene quindici segni della fine del mondo circondati dalle attività nei mesi dell'anno. Il rosone sud rappresenta Cristo circondato dagli anziani dell'Apocalisse tra segni dello Zodiaco.
Inoltre egli ricostruì le altre vetrate danneggiate dall'incendio, in collaborazione con l'architetto Guillaume Robin.
Dopo il 1452 André Robin ricevette altri incarichi per la costruzione di vetrate in vari edifici di Angers. Nel 1466 presentò i progetti per la realizzazione delle finestre del grande lucernario nella biblioteca della cattedrale, della Sala Grande del castello di Angers e dell'Abbazia di Saint-Serge d'Angers.